# ナンタケット (小惑星)
ナンタケット (7041 Nantucket) は、小惑星帯の小惑星である。パロマー天文台のトム・ゲーレルスとライデン天文台のファン・ハウテン夫妻が発見した。
アメリカ合衆国の女性天文学者、マリア・ミッチェルの出身地で、天文観測所のあるマサチューセッツ州のナンタケット島に因んで名付けられた。